# 捷恩斯G90
捷恩斯G90（英語：Genesis G90）是韓國現代汽車旗下豪華汽車品牌捷恩斯汽車所生產的标准豪華汽車。該車於2015年12月在韓國以捷恩斯EQ900的名稱發佈，並於2016年底特律車展在美國市場亮相。

## 銷售數量
| 年份   | 美國  | 加拿大 |
| ------ | ----- | ------ |
| 2016年 | 782   | 38     |
| 2017年 | 4,398 | 92     |
| 2018年 | 2,136 | 81     |
| 2019年 | 2,239 | 82     |

## 外部連結
- 官方网站